# Philometra tylosuri
Philometra tylosuri is een rondwormensoort uit de familie van de Philometridae. De wetenschappelijke naam van de soort is voor het eerst geldig gepubliceerd in 2005 door Moravec & Ali.